# Gyre de l'océan Indien
Ne doit pas être confondu avec courant des Aiguilles, courant équatorial sud, courant circumpolaire antarctique ou courant d'Australie orientale.

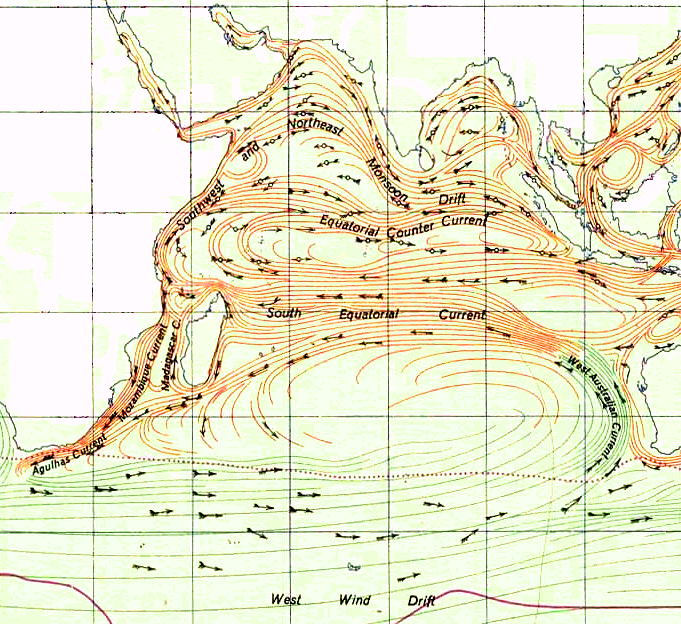
Le gyre de l'océan indien.

Le gyre de l'océan Indien, situé dans l'océan Indien, est un des cinq majeurs gyres océaniques. 

## Courants impliqués
Il ne doit pas être confondu avec les courants principaux qui le composent, tels que :
- le courant équatorial sud,
- le courant des Aiguilles,
- le courant circumpolaire antarctique,
- et le courant d'Australie orientale.

## Pollution
Comme pour les quatre autres principaux gyres océaniques, celui de l'océan Indien piège des déchets d'origine humaine, qui en s'agglutinant forment le vortex de déchets de l'océan Indien.

## Compléments